# Mine de Batchatski
La mine de Batchatski est une mine à ciel ouvert de charbon située dans l'oblast de Kemerovo en Russie. En 2008, elle a extrait 9,564 millions de tonnes de charbon. Elle appartient à Kuzbassrazrezugol.